# José Mourinho
José Mário dos Santos Mourinho Félix GOIH (Setúbal, 26 de janeiro de 1963) é um treinador e ex-futebolista português que atuava como meio-campista. Desde Junho de 2024 comanda o Fenerbahçe, da Turquia.
No Reino Unido, popularizou-se o apelido de The Special One depois de se intitular "O Special One" na sua primeira entrevista como treinador do Chelsea. Veio mais tarde clarificar em entrevista à Sky Sports que apenas tinha dito que era especial, como outros, mas não o único. Na Itália ficou conhecido como Lo Speciale; na Espanha, como El Especial. Mourinho ganhou 26 títulos, fazendo dele um dos técnicos mais bem sucedidos de todos os tempos. Foi nomeado o Treinador Português do Século XXI pela Federação Portuguesa de Futebol (FPF) em 2015, e detém a distinção de ser o primeiro treinador a ter gasto mais de mil milhões de euros em transferências. Em 2021, foi nomeado o Treinador do Século XXI (2001–2020) pela IFFHS.
Devido ao seu conhecimento tático e à sua personalidade controversa, ele tem atraído comparações, tanto pelos admiradores como pelos críticos, com o falecido técnico argentino Helenio Herrera. Ele também é amplamente considerado por muitos no desporto como um dos maiores treinadores de todos os tempos. Após a magnífica temporada de 2010 com a Internazionale, em janeiro de 2011 foi eleito o melhor treinador do mundo pela FIFA. Em 2022, tornou-se o primeiro treinador a conquistar as três principais competições de clubes da UEFA.

## Carreira
Na década de 90, Mourinho trabalhou no Estrela da Amadora (como preparador físico e depois, como auxiliar técnico) e no Vitória de Setúbal. Em meados da década, foi contratado para trabalhar no Sporting com o técnico inglês Bobby Robson. Mourinho ganhou a alcunha de Tradutor, passando rapidamente de tradutor a auxiliar técnico de Bobby Robson. Manteve-se como braço direito do treinador inglês até quando ele se mudou para Porto e, mais tarde, para Barcelona.
Torna-se um conhecedor do futebol espanhol e, quando Robson saiu para o PSV, Mourinho permaneceu na Catalunha com o neerlandês Louis van Gaal. A confiança e o profissionalismo de Mourinho aumentaram o seu leque de funções. Passou a ter um papel bastante ativo como auxiliar-técnico de Van Gaal nos treinos e na preparação dos jogos.

### Benfica e União de Leiria
Em 2000 surgiu a oportunidade de treinar um time português. Foi escolhido pelo Benfica para substituir Jupp Heynckes após a 4ª rodada da Primeira Liga . O primeiro jogo foi no dia 23 de setembro de 2000, no Estádio do Bessa, contra o Boavista, tendo o Benfica perdido por 1–0.
Quando começou a conquistar os torcedores benfiquistas (especialmente depois da vitória contra o rival Sporting por 3–0), houve eleições no clube. Com a mudança na presidência, de João Vale e Azevedo para Manuel Vilarinho, Mourinho saiu do Benfica após 11 jogos, uma vez que o novo presidente tinha um treinador, o também português Toni, e Mourinho sabia que estava a "prazo" no Benfica.
Ainda durante essa temporada foi contratado para o União de Leiria, no qual viria a assumir funções na temporada 2001–02 e onde se manteve até janeiro de 2002.

### FC Porto
Em janeiro de 2002 foi escolhido para substituir Octávio Machado no comando do Porto. Terminou a temporada em terceiro lugar, conseguindo um total de 11 vitórias, dois empates e duas derrotas, tendo sido contratado com ele, do União de Leiria, o avançado brasileiro Derlei.
Mourinho prometeu com invulgar certeza o título na temporada seguinte pelo Porto: "na próxima temporada seremos campeões".
Mourinho rapidamente identifica os jogadores-chave: Vítor Baía, Ricardo Carvalho, Jorge Costa, Costinha, Deco, Dmitriy Alenichev e Hélder Postiga. A esta espinha dorsal juntaram-se, entre outros, Maniche e Edgaras Jankauskas (Benfica), Paulo Ferreira (Vitória de Setúbal), Nuno Valente e Derlei (ambos da União de Leiria). Com o rigor tático e a determinação sui generis de Mourinho, o Porto cresce em Portugal assim como na Europa. Em dois anos venceram duas competições europeias e as duas Superligas.
Em 2003, Mourinho ganhou o primeiro campeonato português com 27 vitórias, cinco empates e duas derrotas, venceu a Taça de Portugal (contra o seu anterior clube, União Leiria) e conquistou a Copa da UEFA contra o Celtic.
No ano seguinte conquistou mais uma vez a Primeira Liga, agora com oito pontos de vantagem. Em 16 de maio perdeu na final da Taça de Portugal contra o rival Benfica, 10 dias antes de triunfar na mais alta prova da UEFA, a Liga dos Campeões, derrotando o Monaco por 3–0. Em toda a competição, o Porto de Mourinho só perdeu para o Real Madrid na fase de grupos e depois eliminou Manchester United, Lyon e o Deportivo La Coruña. Na entrevista rápida da final da Liga dos Campeões, José Mourinho afirmou que seu desejo era de almejar novos ares, e que iria procurar o melhor para ele e para o clube.

### Chelsea

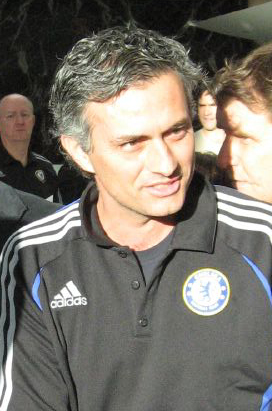
José Mourinho no Chelsea.

Com tal percurso não foi surpresa a cobiça de diversos clubes, entre eles o Chelsea do bilionário russo Roman Abramovich. Em Portugal, alguns duvidaram que o sucesso de Mourinho se mantivesse além das fronteiras. Em junho de 2004 tornou-se um dos treinadores mais bem pagos do mundo, ganhando cerca de 5 milhões de libras por ano.
Tal como fez no Porto, Mourinho não foi só. Levou consigo os seus auxiliares Baltemar Brito e André Villas-Boas, o preparador físico Rui Faria e o treinador de guarda-redes Silvino. A fortuna do russo Roman Abramovich ajudou Mourinho na contratação de grandes jogadores: Tiago (Benfica), Didier Drogba (Olympique de Marselha), Arjen Robben e Mateja Kežman (PSV), além de Ricardo Carvalho e Paulo Ferreira (Porto).
Em dezembro de 2004, já era líder da Premier League. No dia 27 de fevereiro de 2005, venceu o Liverpool por 3–2 na Copa da Liga Inglesa e conquistou o seu primeiro troféu como treinador fora de Portugal. Dois meses mais tarde, no dia 30 de abril de 2005, Mourinho sagrou-se campeão inglês após ter vencido o Bolton por 2–0. O Chelsea não ganhava o campeonato havia 50 anos.
Ficou uma pedra no sapato de Mourinho: no dia 3 de maio de 2005, foi eliminado da Liga dos Campeões pelo Liverpool, na semifinal, depois de eliminar nas quartas de final o Barcelona. Entretanto, renovou seu contrato com os Blues. No dia 9 de junho de 2005, foi lhe atribuído o grau de Grande-Oficial da Ordem do Infante D. Henrique.
Na temporada seguinte, 2005–06, Mourinho e o Chelsea voltam a conquistar a Premier League.
No dia 20 de setembro de 2007, José Mourinho e o Chelsea chegaram a um mútuo acordo para a rescisão do contrato. Porém, no dia 18 de setembro, a confirmação da demissão já havia sido efetivada. Roman Abramovich substituiu Mourinho pelo diretor de futebol Avram Grant.

### Internazionale

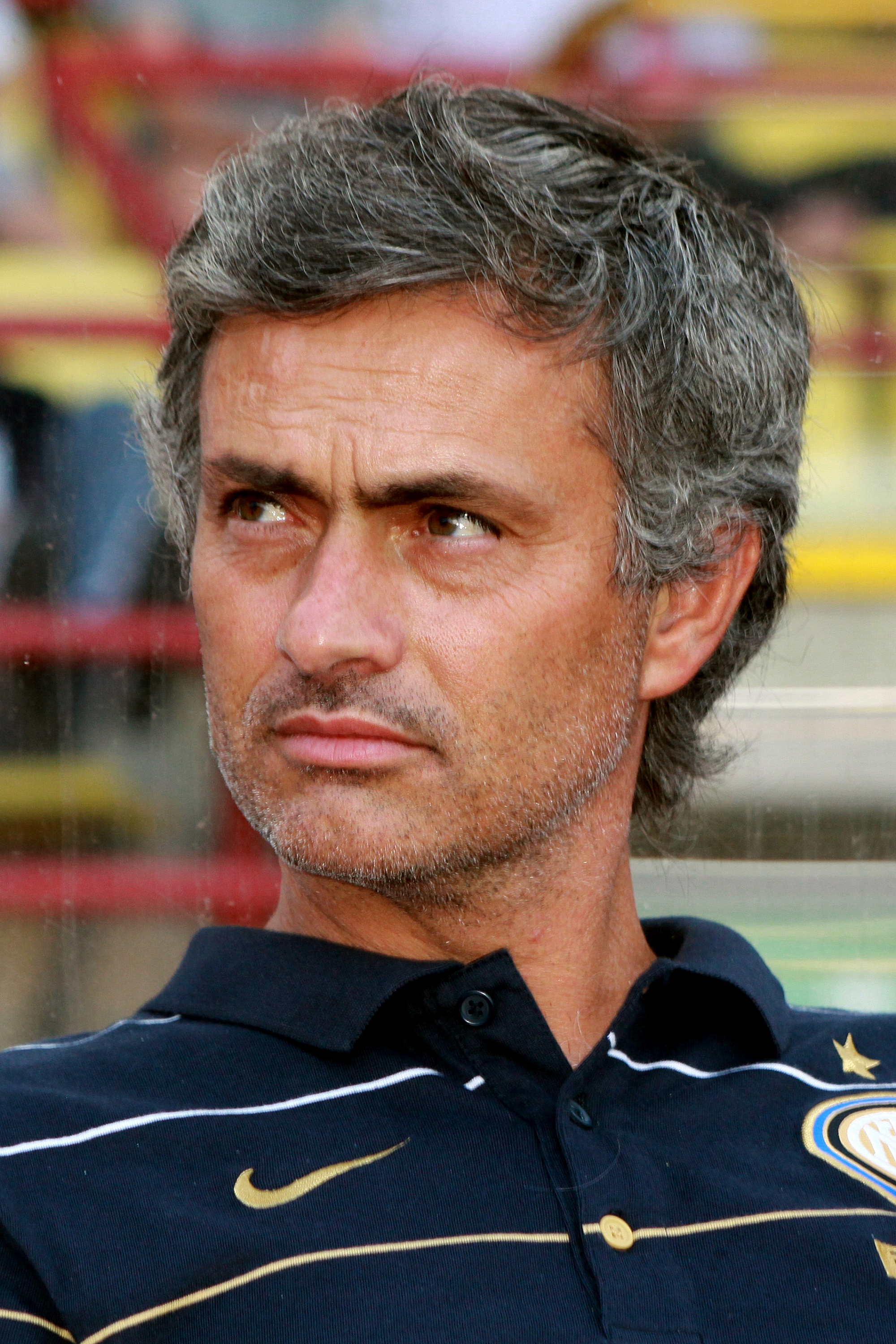
José Mourinho na Internazionale.

Após algumas semanas em que circularam rumores de que seria treinador da Internazionale, a sua contratação foi oficializada no dia 2 de junho de 2008. Confirmou-se igualmente que o Barcelona teria demonstrado interesse na sua contratação, mas as negociações não tiveram sucesso.
Como habitual, José Mourinho trouxe a sua equipa técnica de sempre, os portugueses Rui Faria, Silvino e André Villas-Boas. Além destes, Giuseppe Baresi foi escolhido para desempenhar as funções de auxiliar-técnico.
De salientar um aspecto curioso relacionado com a apresentação do Special One no clube Nerazzurri: Mourinho não quis dizer que era especial. Antes quis realçar que quem era verdadeiramente especial era a própria Inter, lembrando para isso o grande relevo histórico que o clube detém na história do futebol, ao contrário do seu clube anterior. Tal fora entendido, por muitos, como uma achega ao Chelsea de Roman Abramovich, podendo levar a entender que o clube londrino desvalorizou de forma injusta os dois títulos de campeão que Mourinho conquistou, quando esses títulos fugiam ao clube havia cerca de 50 anos.
Entretanto, Massimo Moratti considera Mourinho extremamente parecido com Helenio Herrera, mítico treinador da Inter que venceu as únicas duas Liga dos Campeões da UEFA que o clube detém, além de ser o principal treinador da famosa tática italiana do Catenaccio. No dia 28 de abril de 2010, José Mourinho classificou-se pela segunda vez, após seis anos, para uma final da Liga dos Campeões. Derrotou o Barcelona na semifinal (vitória por 3–1 em Milão e derrota por 1–0 em Barcelona). No dia 16 de maio de 2010, venceu a equipa do Siena por 1–0, na última rodada do Campeonato Italiano, e conseguiu o seu segundo título Italiano em dois anos pela Internazionale. No dia 22 de maio, conquistou a Liga dos Campeões ao vencer o Bayern de Munique (comandado pelo seu antigo mentor Van Gaal) por 2–0 na final.
Mourinho tornou-se o primeiro treinador do mundo a conquistar um tríplice coroa (ganhar o Campeonato Nacional, a Copa e uma competição europeia) duas vezes: ele já havia realizado esse feito na temporada 2002–03 com o Porto (ganhando a Copa da UEFA) e voltou a realizar na temporada 2009–10 com a Inter de Milão (ganhando a Liga dos Campeões).

### Real Madrid

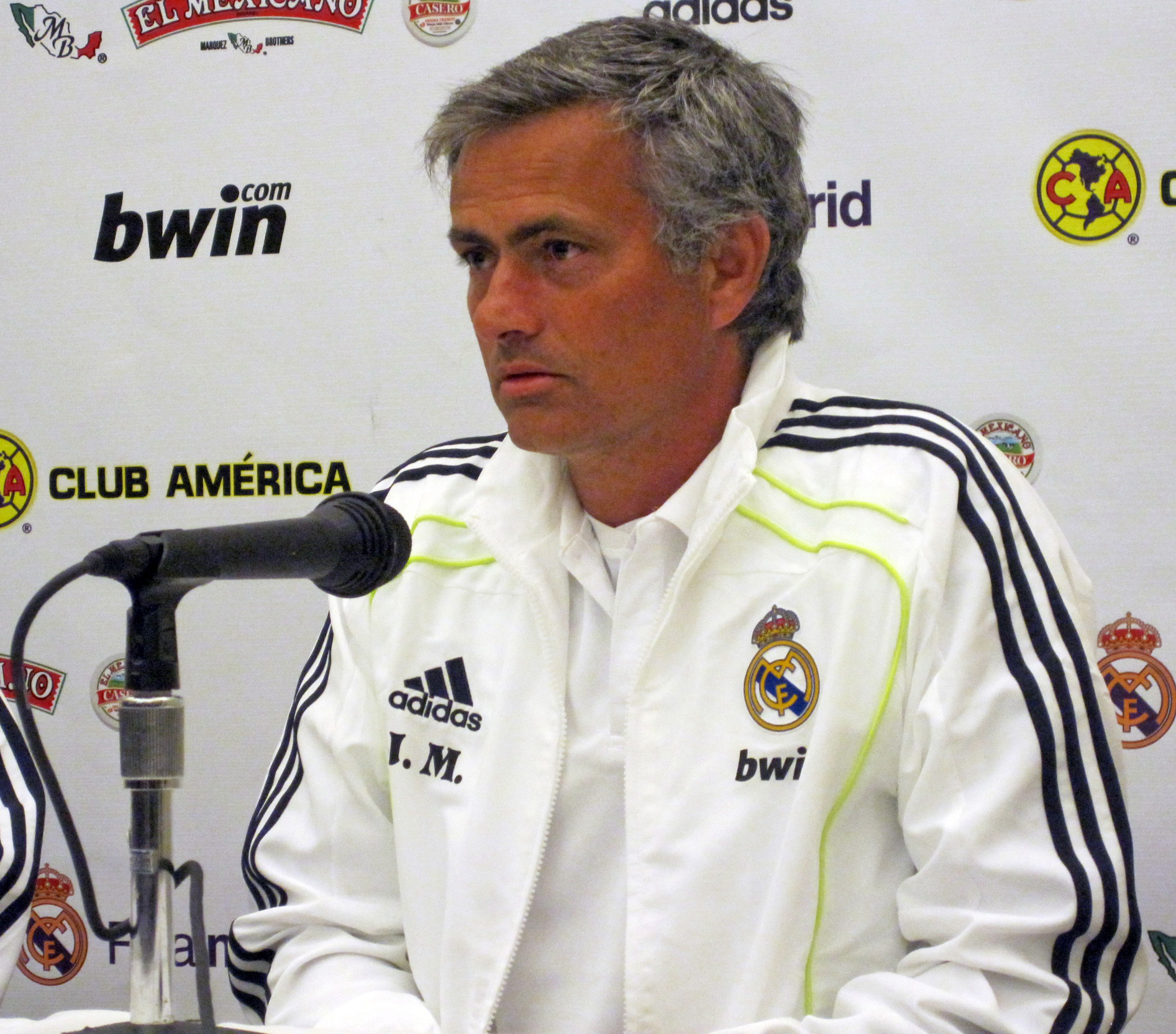
José Mourinho no Real Madrid.

No dia 26 de maio de 2010, o presidente Florentino Pérez anunciou José Mourinho como novo técnico do Real Madrid.
Mais de um ano depois, no dia 20 de abril de 2011, Mourinho conquistou seu primeiro título ao comando do clube merengue. O Real venceu o rival Barcelona pela Copa do Rei, com um golo de Cristiano Ronaldo no primeiro tempo da prorrogação, e voltou a conquistar a competição após 17 anos. No dia 22 de julho de 2011, Mourinho foi nomeado diretor desportivo do Real Madrid, aumentando assim o seu poder no clube.
Em 2012 ganhou pela primeira vez o Campeonato Espanhol, título que já escapava ao Real há três anos para o Barcelona. Já na Liga dos Campeões, a equipa madrilenha foi eliminada nas semifinais para o Bayern de Munique. Após perder o primeiro jogo por 2–1, na Alemanha, os merengues devolveram o placar no Santiago Bernabéu. Com o resultado ficando em 3–3 no agregado, o Bayern venceu por 3–1 nos pênaltis. Ao final da temporada, o título da La Liga serviria de consolo. A equipa de Mourinho terminou o Campeonato Espanhol com 121 golos marcados e 100 pontos, 9 a mais que o Barcelona.
O Real Madrid de José Mourinho ainda finalizou a temporada com a conquista da Supercopa da Espanha. No jogo de ida, no Camp Nou, derrota por 3–2 para o Barça. No jogo de volta, a partida foi marcada pela vitória do Real por 2–1, num jogo em que brilhou a estrela do português Cristiano Ronaldo, autor do segundo golo.
Com a conquista do Campeonato, da Taça e da Supercopa de Espanha, Mourinho passou a ser o primeiro treinador a vencer estas três competições em quatro países diferentes.
Na temporada 2012–13 não teve um bom desempenho com a equipa, mas foi vice-campeão duas vezes: do Campeonato Espanhol e da Copa do Rei. Também foi eliminado da Liga dos Campeões pelo Borussia Dortmund. No final da temporada, Mourinho disse que deixaria a equipa após três anos no comando. No dia 20 de maio de 2013, o Real Madrid anunciou em uma coletiva oficial que o técnico deixaria o seu cargo ao final da temporada.
No dia 20 de maio de 2013, através de seu presidente Florentino Pérez, a direção merengue confirmou a saída do treinador do clube. Apesar do contrato de Mourinho terminar apenas em 2016, ambas as partes chegaram a um acordo para rescisão amigável do vínculo, sem ônus para nenhum dos envolvidos.

### Retorno ao Chelsea
No dia 10 de junho de 2013, José Mourinho foi oficialmente anunciado como novo técnico do Chelsea por quatro temporadas.
| “ | Estou feliz de dar as boas-vindas novamente a José no Chelsea. Seu sucesso contínuo e sua ambição fizeram dele um excelente candidato ao cargo. É nosso objetivo manter o clube adiante para alcançar um sucesso maior no futuro, e José é nossa primeira escolha. Acreditamos que ele é o técnico correto para tal. | ” |

No dia 17 de dezembro de 2015 foi demitido pelo clube londrino. Ele vinha de uma sucessão de maus resultados, como o afastamento da Copa da Liga Inglesa, se desentendeu com jogadores como Eden Hazard, Diego Costa, Nemanja Matić e César Azpilicueta, e ocupava um modesto 16º lugar na Premier League, com apenas 15 pontos em 16 jogos (quatro vitórias, três empates e nove derrotas).

### Manchester United

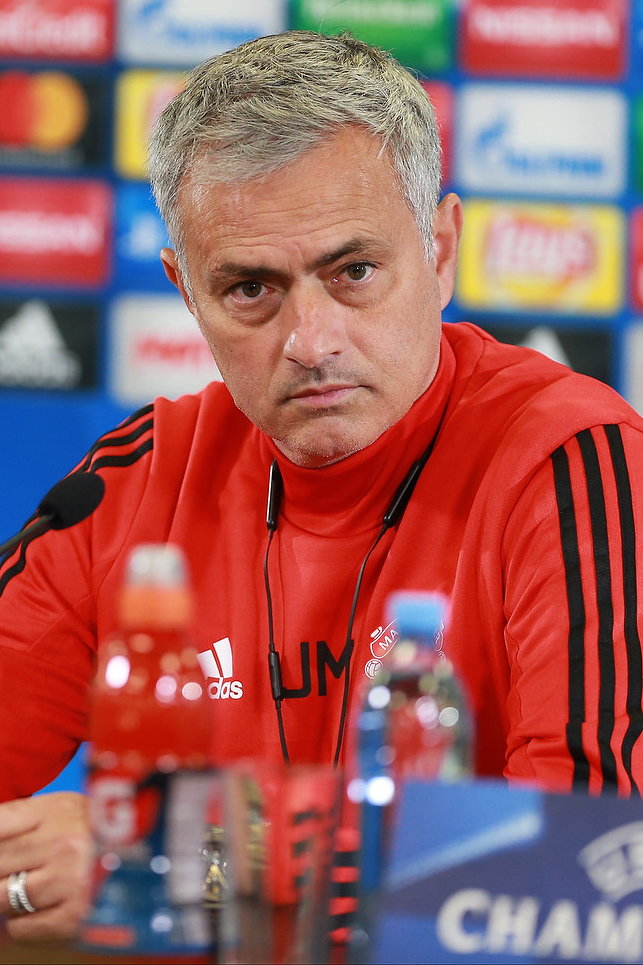
José Mourinho no Manchester United.

No dia 26 de maio de 2016, foi contratado pelo Manchester United por três temporadas, com opção de permanência até 2020. Em sua primeira temporada a frente dos Diabos Vermelhos, conquistou três títulos: a Supercopa da Inglaterra, a Copa da Liga Inglesa e a Liga Europa da UEFA, além de classificar o United para a próxima edição da Liga dos Campeões da UEFA. Mourinho também tornou-se o primeiro técnico da história a conquistar duas vezes a Liga dos Campeões e a Liga Europa.
Foi demitido no dia 18 de dezembro de 2018, devido aos maus resultados com o time. Quando saiu, deixou o United na sexta colocação da Premier League, foi eliminado na Copa da Liga Inglesa pelo Derby County nos pênaltis e classificou o time para as oitavas de final da Liga dos Campeões em segundo lugar das fases de grupos. Foi demitido dois dias após a derrota contra o Liverpool pelo Campeonato Inglês.

### Tottenham
Após a demissão do argentino Mauricio Pochettino, no dia 20 de novembro de 2019 Mourinho foi anunciado como novo técnico do Tottenham até a temporada 2022–23. Mourinho foi demitido em 19 de abril de 2021, após uma série de maus resultados. Pela primeira vez na carreira, deixou um clube sem conquistar nenhum título.

### Roma
Em 4 de maio de 2021, foi anunciado como novo treinador da Roma. Ele assumiu a equipa em junho. Mourinho assinou até 30 de junho de 2024, substituindo o também português Paulo Fonseca.
No dia 25 de maio de 2022, entrou para história como o primeiro treinador a vencer as três principais competições da UEFA. Conquistou a Liga dos Campeões da UEFA em 2003–04 e 2009–10, a Liga Europa da UEFA em 2002–03 e 2016–17 e a Liga Conferência Europa da UEFA em 2021–22.
Em 16 de janeiro de 2024, Mourinho foi demitido da Roma, após uma primeira parte de temporada irregular, abaixo das expectativas no Campeonato Italiano, e eliminado da Coppa Italia pela arquirrival Lazio. Pelo clube italiano foram 138 jogos com 68 vitórias, 30 empates, 40 derrotas e o título da Liga Conferência da UEFA de 2021–22.[carece de fontes?]

### Fenerbahçe
Em 2 de junho de 2024, assinou por duas temporadas com o Fenerbahçe.

## Estilo de jogo
Segundo André Rocha, comentarista da ESPN Brasil, a inovação de Mourinho para o futebol foi dar inteligência à retranca. Não mais um amontoado de jogadores defendendo a própria área, mas duas linhas "chapadas", quase coladas como no handebol. Os quatro defensores muito próximos na compactação horizontal — distância lateral entre um jogador e seu companheiro — e os dois meias pelos flancos na segunda linha recuados impedindo a profundidade. Tornou este estilo de jogo ainda mais vertical, através de passes rápidos e práticos, com pouca gente na frente para não desorganizar atrás. Jogando por uma bola, fosse no contra-ataque ou nas jogadas aéreas, oportunidade para chegar no ataque com mais atletas.
Porém, seu estilo de jogo "pelo resultado", mesmo contendo vários craques em seu time, é motivo de muitas críticas. O treinador chileno Manuel Pellegrini, por exemplo, deu a seguinte declaração:
| “ | "O Real Madrid não pode estar sempre correndo atrás da bola. Jogadores com esta categoria e nome não podem jogar assim e têm é de dar espetáculo durante os 90 minutos. São jogadores muito mais fortes na parte construtiva que destrutiva." | ” |

## Vida pessoal
É filho do falecido treinador Félix Mourinho. Antes de iniciar a sua carreira como técnico, foi professor de Educação Física e deu aulas na Escola Básica 2/3 José Afonso em Alhos Vedros, no concelho da Moita.
Em 1989, José Mourinho casou com Matilde Faria, nascida em Angola, de quem tem uma filha, Matilde Faria Mourinho Félix (1996), e um filho, José Mário Faria Mourinho Félix (2000).
É primo-irmão de Ricardo Mourinho Félix, Secretário de Estado Adjunto, do Tesouro e das Finanças. Em novembro de 2015 afirmou: somos primos, mas isso não significa que compartilhemos ideais políticos.
Mourinho é um católico, dizendo: "Acredito totalmente, claramente. Todos os dias rezo; todos os dias falo com Ele. Não vou à igreja todos os dias, nem mesmo todas as semanas. Vou quando sinto necessidade de ir. E quando estou em Portugal, vou sempre". Em Abril de 2022, expandiu a sua fé e a sua relação com a sua carreira, proclamando: "As pessoas pensam que o futebol é a minha vida, mas não. Há coisas mais importantes, incluindo a relação com Deus. Para mim, Deus é amor".
Para além do seu português nativo, Mourinho fala também espanhol, italiano, francês, catalão e inglês em vários graus de fluência.

## Estatísticas
Atualizadas até dia 16 de janeiro de 2024.
| Ano                 | Clube             | Jogos | Vitórias | Empates | Derrotas | Aproveitamento |
| ------------------- | ----------------- | ----- | -------- | ------- | -------- | -------------- |
| 2000                | Benfica           | 10    | 5        | 3       | 2        | 60%            |
| 2001–2002           | União de Leiria   | 23    | 12       | 8       | 3        | 63,76%         |
| 2002–2004           | Porto             | 126   | 90       | 21      | 15       | 76,98%         |
| 2004–2007 2013–2015 | Chelsea           | 311   | 204      | 69      | 48       | 70,52%         |
| 2008–2010           | Internazionale    | 108   | 68       | 25      | 15       | 70,67%         |
| 2010–2013           | Real Madrid       | 178   | 127      | 28      | 23       | 76,59%         |
| 2016–2018           | Manchester United | 144   | 84       | 31      | 29       | 65,5%          |
| 2019–2021           | Tottenham         | 86    | 45       | 17      | 24       | 58,91%         |
| 2021–2024           | Roma              | 138   | 68       | 31      | 39       | 49,28%         |

## Títulos

### Títulos oficiais
FC Porto
- Campeonato Português: 2002–03 e 2003–04
- Taça de Portugal: 2002–03
- Copa da UEFA: 2002–03
- Supertaça Cândido de Oliveira: 2003
- Liga dos Campeões da UEFA: 2003–04

Chelsea
- Campeonato Inglês: 2004–05, 2005–06 e 2014–15
- Copa da Liga Inglesa: 2004–05, 2006–07 e 2014–15
- Supercopa da Inglaterra: 2005
- Copa da Inglaterra: 2006–07

Internazionale
- Supercopa da Itália: 2008
- Campeonato Italiano: 2008–09 e 2009–10
- Copa da Itália: 2009–10
- Liga dos Campeões da UEFA: 2009–10

Real Madrid
- Copa do Rei: 2010–11
- Campeonato Espanhol: 2011–12
- Supercopa da Espanha: 2012

Manchester United
- Supercopa da Inglaterra: 2016
- Copa da Liga Inglesa: 2016–17
- Liga Europa da UEFA: 2016–17

Roma
- Liga Conferência Europa da UEFA: 2021–22

### Outras conquistas
Chelsea
- Série Mundial de Futebol: 2005

Real Madrid
- Troféu Santiago Bernabéu: 2010, 2011, 2012
- World Football Challenge: 2011, 2012

### Prêmios individuais
- Treinador do Ano da FIFA: 2010
- Treinador do Ano da UEFA: 2003 e 2004
- Equipe do Ano da UEFA: 2003, 2004, 2005 e 2010
- Melhor Treinador do Mundo da IFFHS: 2004, 2005, 2010 e 2012
- Melhor Treinador do Mundo da World Soccer: 2004, 2005 e 2010
- Onze d'Or — Treinador do Ano: 2005
- FPF — Treinador do Ano: 2017
- Oscar del Calcio — Treinador do Ano: 2009 e 2010
- Premier League — Treinador do Ano: 2005, 2006 e 2015
- Premier League — Treinador do Mês: Novembro de 2004, Janeiro de 2005, Março de 2007 e Novembro de 2020
- Panchina d'Oro: 2010
- Troféu Miguel Muñoz: 2011 e 2012
- BBC Sports — Personalidade do Ano (Treinador): 2005
- La Gazzetta dello Sport — Personalidade do Ano (Treinador): 2010
- Ordem do Infante Dom Henrique: 2005
- 3º Maior Treinador de Todos os Tempos da World Soccer: 2013[44][45]
- 9º Maior Treinador de Todos os Tempos da ESPN: 2013[46]
- 13º Maior Treinador de Todos os Tempos da France Football: 2019[47][48][49]
- Treinador Português do Século XXI da FPF: 2015[50][51]
- Treinador do Século XXI da IFFHS (2001–2020): 2021[52]

## Estudos científicos
- O Prof. Armindo Freitas-Magalhães, Diretor do Laboratório de Expressão Facial da Emoção (FEELab), é o autor do estudo científico pioneiro mundial "A Neuropsicofisiologia da face: Os movimentos e linguagens em figuras públicas. Estudo de caso com José Mourinho" (2000–10).[53]